# Peltacanthina togoensis
Peltacanthina togoensis är en tvåvingeart som beskrevs av Günther Enderlein 1924. Peltacanthina togoensis ingår i släktet Peltacanthina och familjen bredmunsflugor.
Artens utbredningsområde är Togo. Inga underarter finns listade i Catalogue of Life.